# Anni (Vorname)
Anni ist ein weiblicher Vorname.

## Herkunft und Varianten
Der Name ist eine dänische, deutsche, estnische und finnische Verkleinerungsform von Anna.

## Bekannte Namensträgerinnen

### A
- Anni Marie Abdoullah-Hammerschmidt (1873–1916), türkisch-österreichische Malerin
- Anni Alakoski (* 1997), finnische Skilangläuferin
- Anni-Linnea Alanen (* 2002), finnische Speerwerferin
- Anni Albers (1899–1994), deutsch-amerikanische Textilkünstlerin, Weberin und Grafikerin, Studentin und Lehrerin am Bauhaus

### B
- Anni Becker (1926–2009), deutsche Sängerin, Liedermacherin, Schriftstellerin und Performerin von Populär- und Volksliedern
- Anni Berger (1904–1990), deutsche Rosenzüchterin
- Anni Biechl, verheiratet Anne Capeller,(* 1940) deutsche Leichtathletin
- Anni Brandt-Elsweier (1932–2017), deutsche Politikerin, MdB
- Anni Bullenkamp (1899–1983), deutsche Fleischermeisterin
- Anni Bürkl (* 1970), österreichische Autorin und Journalistin

### C
- Anni Carlsson (1911–2001), deutsche Germanistin und Übersetzerin

### D
- Anni (Anna) Dietrich, unter Anni und Peter Dietrich (1937–2017), deutsche Künstlerin

### F
- Anni Friesinger-Postma, geboren als Anna Christine Friesinger (* 1977), deutsche Eisschnellläuferin
- Anni Frind (1900–1987), deutsche Opernsängerin
- Anni Fritzner, geborene Anni Taupe (* um 1940), österreichische Badmintonspielerin

### G
- Anni Geiger-Hof (1897–1995), deutsche Schriftstellerin
- Anni Glissmann (1900–1959), deutsche Kunstgewerblerin und Keramikerin
- Anni Gondro, auch Anni Bakalla (1919–2014), deutsche Gewerkschafterin und Frauenrechtlerin

### H
- Anni Hammergaard Hansen (um 1930 – um 2000), dänische Badmintonspielerin
- Anni Heiligendorff (* 1990), deutsche Schauspielerin
- Anni Holdmann (1900–1960), deutsche Sprinterin

### J
- Anni Jung (1937–2022), deutsche Keramikerin, Malerin und Grafikerin
- Anni-Kristiina Juuso (* 1979), finnische Schauspielerin

### K
- Anni Kapp (1908–1972), deutsche Wasserspringerin
- Anni Kärävä (* 2000), finnische Freestyle-Skierin
- Anni Krahnstöver (1904–1961), deutsche Politikerin (SPD), MdL, MdB
- Anni Kraus (1897–1986), österreichische Mundartschriftstellerin
- Anni Kroll (1919–2015), deutsche Schriftstellerin
- Anni Kronbichler (* 1963), österreichische Skirennläuferin

### L
- Anni Laakmann (* 1937), deutsche Schachspielerin
- Anni Lange (1904–1977), deutsche Politikerin (SPD), MdL
- Anni Lanz (* 1945), Schweizer Menschenrechts-Aktivistin
- Anni Lautner (* im 20. Jahrhundert), deutsche Hockeyspielerin
- Anni Leppälä (* 1981), finnische Fotografin
- Johanna Rosa „Anni“ Leuwer (1871–1943), deutsche Buchhändlerin
- Anni E. Lindner (* 1980), deutsche Schriftstellerin und Heilsarmeeoffizierin
- Anni-Frid Lyngstad, auch Anni-Frid Synni „Frida“ Lyngstad (* 1945), schwedische Sängerin, ABBA-Mitglied, durch Heirat Prinzessin Reuß von Plauen

### M
- Anni Mewes (1895–1980), deutsche Schauspielerin
- Anni Moronowicz, bekannt als Channa Gildoni (1923–2023)

### N
- Anni Neumann (* 1926), deutsche Politikerin (SED), MdV, Mitglied des Staatsrats der DDR

### P
- Anni Partzsch (1905–1973), deutsche Politikerin (SPD), MdA
- Anni Paul-Pescatore (1884–1947), deutsche Kunsthistorikerin
- Anni Pede (* 1940), deutsche Mittelstreckenläuferin und Marathonpionierin
- Anni Peterka (1913–2002), deutsche Tänzerin, Ballettchefin und Choreographin
- Anni Placht (* 1950), deutsche Handballspielerin
- Anni Podimata (* 1962), griechische Politikerin (PASOK), MdEP
- Anni Pöll, auch Anni Bruk (1924–1998), österreichische Kugelstoßerin und Diskuswerferin

### R
- Anni Rättyä (1934–2021), finnische Speerwerferin
- Anni Rawitscher, eigentlich Anna Helena Rawitscher (1888–1976), deutsche Malerin und Bildhauerin
- Anni Rehborn, auch Kätchen Wilhelmine Jettchen Anna „Anni“ Rehborn, verheiratete Anni Brandt (1904–1986), deutsche Schwimmerin
- Annie Rosar (1888–1963), österreichische Schauspielerin
- Anni Reiner (1891–1972), deutsche Krankenpflegerin und Autorin
- Anna Maria „Anni“ Richter, geborene Anna Maria Volkmann, bekannt als Anna Richter (1893–1999), deutsche Grafikerin

### S
- Anni C. Salander (* 1990), deutsche Schauspielerin, Hörspielsprecherin und Synchronsprecherin
- Anni Sanneck, auch  Anneliese „Anni“ Sanneck (1889–1943), deutsche Hochstaplerin
- Anni Sauer (1906–1989), deutsche Tanzpädagogin
- Anni Schaad, geborene Lang (1911–1988), deutsche Gründerin der Modeschmuckwerkstatt Langani
- Anni Schneider, geborene Anna Hedwig „Anni“ Schneider (1930–2001), deutsche Politikerin (SPD), MdL
- Anni Schumacher (* 1988), deutsche Beachvolleyballspielerin
- Anni Seelbach (1904–1989), deutsche Politikerin (CDU), MdL
- Anni Sinnemäki (* 1973), finnische Politikerin und Dichterin
- Anni Steuer (1913–1996), deutsche Leichtathletin
- Anni Swan (1875–1958), finnische Schriftstellerin
- Anni B Sweet (* 1987), spanische Indie-Sängerin und Songwriterin

### T
- Helena Takalo, gebürti Kivioja (* 1947), finnische Skilangläuferin
- Anni Thöny (* 1911), Schweizer Journalistin
- Anni Trapp (1901–1994), deutsche Politikerin (SPD), MdL

### V
- Anni Vara (1884 – zwischen 1941 und 1945), deutsche Bühnenschauspielerin
- Anni von Gottberg (1885–1958), deutsches Mitglied des Brandenburgischen Provinzialbruderrates der Bekennenden Kirche
- Anni Sophie Luise von Zieten (1906–1989), deutsche DDR-Filmproduzentin und Produktionsleiterin

### W
- Anni Wadle (1909–2002), deutsche Kommunistin und Widerstandskämpferin
- Anni Wendler (* 1985), deutsche Schauspielerin und Model
- Anni Weynell, auch Anna „Anni“ Weynell (1904–1991), deutsche Langstreckenschwimmerin

### Y
- Anni Ylävaara, auch bekannt unter Rosa Liksom (* 1958), finnische Schriftstellerin, Malerin, Filmemacherin und Performancekünstlerin